# Coscinia benderi
Coscinia benderi är en fjärilsart som beskrevs av Marten 1957. Coscinia benderi ingår i släktet Coscinia och familjen björnspinnare. Inga underarter finns listade i Catalogue of Life.